# Mataraniemi - Mäyrämäki
Mataraniemi - Mäyrämäki este o arie protejată (arie specială de conservare — SAC, sit de importanță comunitară — SCI, arie de protecție specială avifaunistică — SPA) din Finlanda întinsă pe o suprafață de 36 ha, integral pe uscat.

## Localizare
Centrul sitului Mataraniemi - Mäyrämäki este situat la coordonatele 61°11′45″N 26°08′25″E / 61.1958°N 26.1403°E.

## Înființare
Situl Mataraniemi - Mäyrämäki a fost declarat sit de importanță comunitară în august 1998 pentru a proteja 12 specii de animale. Alte tipuri de protecție:
- arie de protecție specială avifaunistică (în august 1998)[2]
- arie specială de conservare (în aprilie 2015)[1][3][4]

## Biodiversitate
Situată în ecoregiunea boreală, aria protejată conține 4 habitate naturale: Pante stâncoase calcaroase cu vegetație casmofită, Taiga vestică, Păduri fino-scandinave bogate în ierburi cu Picea abies, Mlaștini împădurite.
La baza desemnării sitului se află mai multe specii protejate:
- păsări (11): minunița (Aegolius funereus), cocoșul de mesteacăn (Bonasa bonasia), ciocănitoare neagră (Dryocopus martius), șoim de iarnă (Falco columbarius), șoimul rândunelelor (Falco subbuteo), muscar (Ficedula parva), ciuvică (Glaucidium passerinum), viespar (Pernis apivorus), ciocănitoare de munte (Picoides tridactylus), huhurezul mic (Strix uralensis),  cocoș de munte (Tetrao urogallus)
- mamifere (1): veveriță zburătoare siberiană (Pteromys volans)

Pe lângă speciile protejate, pe teritoriul sitului au mai fost identificate 17 specii de plante, 4 specii de păsări.